# Palermo–Agrigent/Porto Empedocle-vasútvonal
A Palermo–Agrigent/Porto Empedocle-vasútvonal egy normál nyomtávolság, részben 3 kV egyenárammal villamosított vasútvonal Olaszországban Palermo és Agrigento / Porto Empedocle között.